# Pascal Cherki
Pascal Cherki (født 1. september 1966 i Paris) er en fransk socialistisk politiker.
Han var som medlem af Parti Socialiste borgmester i det Paris' 14. arrondissement fra 2009 til 2014 efter at have været viceborgmester i Paris fra 2001 til 2009 med ansvar for sport fra 2001 til 2008 og uddannelse fra 2008 til 2009. Fra 2012 til 2017 var han stedfortræder til Nationalforsamlingen for den 11. valgkreds i Paris.
Indtil 2017 var han medlem af Parti Socialiste (PS). Han forlod i oktober PS til Génération.s..

## Kommunalpolitiker
Pascal Cherki var medlem af bydelsrådet for 14. arrondissement i Paris i 1995 – 2009, og han var borgmester for 14. arrondissement  i  2009 – 2014.
I selve Paris var han vicborgmester i 2001 – 2009. Først var han rådmand for sport (2001 – 2008) og derefter rådmand for uddannelse (2008 – 2009).

## Medlem af Nationalforsamlingen
I 2012 – 2017 repræsentere Pascal Cherki Paris's 11. kreds i Nationalforsamlingen. Her tilsluttede han sig Socialisterne. Han tilhørte partiets venstrefløj, og han stemte flere gange mod partilinjen.
Ved valget i 2017 mistede han mandatet til en modkandidat fra Den demokratiske bevægelse.

## Partiskifte
Pascal Cherki blev medlem af Socialistpartiet i 1992, og her var han med i 35 år. Den 10. oktober 2017 meddelte han, at han havde skiftet til en mere venstreorienteret udbrydergruppe, Génération.s, der ledes af Benoît Hamon (en tidligere præsidentkandidat).